# 张家湾站
张家湾站是一个陇海线上的铁路车站，位于河南省三门峡市陕州区张湾乡，建于1955年，目前为四等站，邮政编码为472100。目前客运：办理旅客乘降；不办理行李、包裹托运；货运：仅办理专用线、专用铁道整车货物发到。
在陇海铁路三门峡段取直改造工程中，张家湾站将被改造为新三门峡站。